# Тејлорова формула
Тејлорова формула, која је добила име по математичару Бруку Тејлору, користи се за приближно израчунавање функција у околини неке одређене тачке уз помоћ Тејлорових полинома. 

## Тејлоров полином
Тејлоров полином за неку функцију {\displaystyle f(x)} и дату тачку {\displaystyle a} је дефинисан на следећи начин:
{\displaystyle T_{n}(x)=f(a)+{\frac {f'(a)}{1!}}(x-a)+{\frac {f''(a)}{2!}}(x-a)^{2}+\ldots +{\frac {f^{(n)}(a)}{n!}}(x-a)^{n}=\sum _{k=0}^{n}\left({\frac {f^{k}(a)}{k!}}(x-a)^{k}\right)}
Пошто се при таквој апроксимацији функције полиномом прави некаква грешка, део за који се разликује функција и полином називамо остатком {\displaystyle R_{n}^{a}(x)} полинома и он износи:
{\displaystyle R_{n}^{a}(x)={\frac {1}{n!}}\int _{a}^{x}(x-t)^{n}f^{(n+1)}(t)dt}
Тако се свака функција може представити као збир одговарајућег Тејлоровог полинома за тачку {\displaystyle a} коју смо ми сами изабрали и грешке коју смо направили том апроксимацијом:
{\displaystyle f(x)=T_{n}(x)+R_{n}(x)}

## Доказ
Доказ да се свака функција може представити као збир Тејлоровог полинома и његовог остатка можемо спровести индукцијом. 
База индукције:
{\displaystyle n=0}
{\displaystyle f(x)=f(a)+\int _{a}^{x}1\cdot f'(t)dt.}
Да Тејлорова формула важи за {\displaystyle n=1} можемо доказати путем парцијалне интеграције:
{\displaystyle f(x)=f(a)+f'(a)\,(x-a)+\int _{a}^{x}(x-t)^{1}\,f''(t)\,dt}
Корак индукције:
Узмимо онда да за неко {\displaystyle n-1} важи:
{\displaystyle f(x)=f(a)+{\frac {f'(a)}{1!}}(x-a)+\cdots +{\frac {f^{(n)}(a)}{(n-1)!}}(x-a)^{n-1}+\int _{a}^{x}{\frac {f^{(n)}(t)}{(n-1)!}}(x-t)^{n-1}\,dt}
Доказ:
{\displaystyle n-1\rightarrow n}
{\displaystyle R_{n-1}^{a}(x)=\int _{a}^{x}{\frac {f^{(n)}(t)}{(n-1)!}}(x-t)^{n-1}\,dt={\frac {1}{(n-1)!}}\int _{a}^{x}(x-t)^{n-1}f^{(n)}(t)dt}
Користимо {\displaystyle {\frac {d}{dt}}\left({\frac {(x-t)^{n}}{n}}\right)=-(x-t)^{n-1}}:
{\displaystyle R_{n-1}^{a}(x)=-{\frac {1}{(n-1)!}}\int _{a}^{x}{\frac {d}{dt}}({\frac {(x-t)^{n}}{n}}){\frac {d^{n}}{dt^{n}}}f(t)dt}
{\displaystyle R_{n-1}^{a}(x)=-\int _{a}^{x}\underbrace {{\frac {d}{dt}}({\frac {(x-t)^{n}}{n!}})} _{u'}\underbrace {{\frac {d^{n}}{dt^{n}}}f(t)} _{v}dt}
Парцијалном интеграцијом:
{\displaystyle R_{n-1}^{a}(x)=-\left[\underbrace {\frac {(x-t)^{n}}{n!}} _{u}\underbrace {{\frac {d^{n}}{dt^{n}}}f(t)} _{v}\right]_{a}^{x}+\int _{a}^{x}\underbrace {\frac {(x-t)^{n}}{n!}} _{u}\underbrace {{\frac {d^{n+1}}{dt^{n+1}}}f(t)} _{v'}dt}
{\displaystyle R_{n-1}^{a}(x)={\frac {f^{(n)}(a)}{n!}}{(x-a)}^{n}+{\frac {1}{n!}}\int _{a}^{x}(x-t)^{n}{\frac {d^{n+1}}{dt^{n+1}}}f(t)dt}
{\displaystyle R_{n-1}^{a}(x)={\frac {f^{(n)}(a)}{n!}}{(x-a)}^{n}+\int _{a}^{x}{\frac {f^{(n+1)}(t)}{n!}}(x-t)^{n}dt}
{\displaystyle \Rightarrow f(x)=T_{n-1}(x)+R_{n-1}(x)=T_{n}(x)+R_{n}(x)},
што смо и хтели да докажемо.

## Тејлорова формула у Лагранжовом облику
Тејлорова формула у Лагранжовом облику се добија када се на израз Тејлорове формуле
{\displaystyle \Rightarrow f(x)=T_{n-1}(x)+R_{n-1}(x)=T_{n}(x)+R_{n}(x)}
примени Лагранжова теорема за средњу вредност:
{\displaystyle R_{n}^{a}(x)={\frac {1}{n!}}\int _{a}^{x}(x-t)^{n}f^{(n+1)}(t)dt=f^{(n+1)}(\xi )\int _{a}^{x}{\frac {(x-t)^{n}}{n!}}dt=f^{(n+1)}(\xi ){\frac {(x-a)^{n+1}}{(n+1)!}}}, где је {\displaystyle a<\xi <x}

## Пример
Израчунавање ниједне тригонометријске функције у општем случају није тривијално. Међутим, за резултате са одређеном тачношћу, Тејлорова формула даје веома добре резултате који се могу и јако брзо израчунати.
Тако, на пример, можемо израчунати приближну вредност синуса у опсегу -0.5 до 0.5. Једна од најефикаснијих могућности за израчунавање је примена Тејлоровог полинома на тачку 0.
За синус знамо да важи:
{\displaystyle f(x)=\sin(x),f'(x)=\cos(x),f''(x)=-\sin(x)}
Тејлоров полином првог степена стога гласи:
{\displaystyle n=1,a=0}
{\displaystyle \sin(x)\approx T_{1}(x)=f(a)+{\frac {f'(a)}{1!}}\cdot (x-a)=\sin(0)+\cos(0)\cdot x=x}
У посматраном интервалу, резултати апроксимације су прилично добри, јер је грешка:
{\displaystyle R_{1}(x)=\int _{0}^{x}(x-t)f''(t)dt=\sin(x)-x} највећа код тачака -0.5 и 0.5 и она износи:
{\displaystyle R_{1}(0.5)=-0.020574}, што је са практичне тачке гледишта сасвим прихватљиво.
Тако можемо и практично да опазимо да је наша приближна вредност све гора апроксимација што се даље удаљавамо од тачке {\displaystyle a}. 
За боље апроксимације и мање грешке, потребно је само функцију развити до виших степена и тако се све више и више приближавати траженој функцији. 
Приказане су апроксимације функције {\displaystyle \sin(x)} за развијање до све виших и виших редова (до првог реда - црвеном бојом, до трећег реда - зеленом бојом, ...):